# Apanteles langenburgensis
Apanteles langenburgensis är en stekelart som beskrevs av Szepligeti 1911. Apanteles langenburgensis ingår i släktet Apanteles och familjen bracksteklar. Inga underarter finns listade i Catalogue of Life.